# Ockelbo kommunala realskola
Ockelbo kommunala realskola var en kommunal realskola i Ockelbo verksam från 1950 till 1966.

## Historia
Skolan fanns från 1945 som högre folkskola som ombildades 1949 till kommunal mellanskola vilken den 1 juli 1952 ombildades till kommunal realskola.
Realexamen gavs från 1949 till omkring 1966.
Skolan utnyttjade från 1954 den då nyuppförda Perslundaskolan.